# Суздаль (главный туристический комплекс)
Главный туристический комплекс «Суздаль» (ГТК «Суздаль») — гостиница в Суздале, построенная в 1977 году как главный элемент масштабного проекта реконструкции туристической инфраструктуры города.
В середине 1960-х годов в советской прессе развернулась кампания, описывавшая нехватку туристических мощностей древнего Суздаля, имевшего гостиницу на 60 мест и ресторан на 48. В 1966 году город посетила комиссия из секретарей ЦК КПСС и ВЦСПС Александра Шелепина и Николая Романова, а также главного архитектора Москвы Михаила Посохина. 1 августа 1967 года Совет министров СССР принял постановление № 735 «О создании туристского центра в г. Суздале». По нему в бывшей слободе Коровники, что в меандре Каменки, должны были возвести туристический центр на 12,5 га с гостиницей, кемпингом, ресторанами, бассейном и обслуживающей его инфраструктурой. Масштабной реконструкции должны были подвергнуться и другие районы Суздаля. Были построены 74 многоквартирных дома на 38 тысяч м2, центральная котельная, поликлиника, школа, заправочная станция, здание банка. Были протянуты обширные сети коммуникаций, из Владимира проложена ветка газопровода. Среди нереализованных объектов были торгово-ремесленные ряды в Ризоположенском, лодочная станция, превращение Старой улицы в ресторанную.
Гостиница должна была произвести впечатление на иностранных гостей, поэтому её освободили от соблюдения постановления «об излишествах в архитектуре». В здании оригинальной конструкции были использованы дорогие материалы: мраморные полы, дубовые панели в отделке и мебель, резные белокаменные украшения на фасаде. Объекты ГТК обслуживали более 500 работников, его строительство обошлось более чем в 60 миллионов рублей. В мае 1977 года в комплексе прошла сессия XI генеральной конференции Международного совета музеев, в июле ГТК был официально открыт. Новое здание с интересной крышей привлекло внимание создателей фильма «Чародеи», ряд сцен фильма был снят внутри и снаружи ГТК. Также в ресторане ГТК в 1998 году проходили съёмки фильма «Классик».
В 2012 году собственник ГТК, бизнесмен Олег Жуков, начал строительство двух крупных строений, аквапарка и спортивного комплекса из двух залов, на 800 и 600 мест. В 2014 году строительство было заморожено из-за нехватки средств, когда спорткомплекс был построен наполовину, а аквапарк — на уровне фундамента. Следующие годы были потрачены на поиск финансирования и узаконивание строительства, начатого без разрешения на достопримечательном месте регионального значения «Коровинский луг». В 2019 году при визите губернатора Владимирской области Владимира Сипягина в ГТК, Жуков попросил того о выделении 404 миллионов рублей на завершение строительства спорткомплекса. Одновременно Жуков, переводимый из СИЗО под домашний арест и обратно, находится под следствием за (по версии обвинения) создание преступного сообщества, с помощью которого он захватил контроль над ГТК. По тому же делу проходит бывший депутат горсовета Сергей Кашенков, якобы умышленно доведший до банкротства юридическое лицо, которому ГТК принадлежал до Жукова.
В 2020 году была завершена реконструкция основного здания: обновлены интерьеры, заменены инженерные коммуникации. ГТК состоит из 199 гостиничных номеров, 97 номеров мотельного типа, кемпинга на 33 автодома, 7 ресторанных зон, пляжа, бассейна, кинозала, закрытым и открытым (амфитеатр) концертными залами (оба возведены в последние годы на охраняемой государством территории Коровинского луга). На территории ГТК в 2017 году открыли памятник Тарковскому, снимавшему в Суздале «Андрея Рублёва». ГТК принадлежит пешеходный мост над плотиной через Каменку, которым пользуются местные жители. Попытка ГТК зимой 2020 года закрыть доступ к мосту дверью с замком вызвала критику.